# Liên hiệp Hội Vi sinh học Quốc tế
Liên hiệp Hội Vi sinh học Quốc tế hay Liên đoàn Quốc tế các Hiệp hội Vi sinh học, viết tắt tiếng Anh là IUMS (International Union of Microbiological Societies) là một tổ chức phi chính phủ - phi lợi nhuận quốc tế hoạt động trong lĩnh vực nghiên cứu Vi sinh học và ứng dụng của nó.
IUMS thành lập năm 1927 với tên gọi ban đầu là Hiệp hội Quốc tế về Vi sinh vật (International Society of Microbiology). Liên đoàn là thành viên liên hiệp khoa học của Hội đồng Khoa học Quốc tế (ISC) , và của Hội đồng Quốc tế về Khoa học (ICSU) trước đây từ năm 1982.

## Mục tiêu
Liên đoàn có mục tiêu là thúc đẩy việc nghiên cứu khoa học vi sinh quốc tế: khởi xướng, tạo điều kiện và phối hợp nghiên cứu và các hoạt động khoa học khác liên quan đến hợp tác quốc tế; đảm bảo các cuộc thảo luận và phổ biến các kết quả của hội nghị quốc tế, hội nghị chuyên đề và các cuộc họp và hỗ trợ trong việc công bố các báo cáo của họ; đại diện cho khoa học vi sinh vật trong ISC và duy trì liên lạc với các tổ chức quốc tế khác.
IUMS thực hiện việc phân loại và danh pháp của vi khuẩn, nấm và vi rút, vi sinh thực phẩm, vi sinh y tế và chẩn đoán, các bộ sưu tập văn hóa, giáo dục, và tiêu chuẩn hóa sinh học.

## Tổ chức
IUMS có ba bộ môn:
- Vi khuẩn (Bacteriology) và vi sinh học (Microbiology) ứng dụng (BAM)
- Nấm học (Mycology)
- Virus học (Virology)

Các bộ môn có tổ chức cán bộ và mục tiêu riêng. Mỗi bộ môn chịu trách nhiệm về việc tổ chức Hội nghị quốc tế của mình. Họ làm việc cùng nhau hướng tới mục tiêu đẩy mạnh các nghiên cứu và truyền thông trên toàn cầu về vi sinh học. Ngoài ba bộ môn, IUMS cũng tiến hành các hoạt động khoa học thông qua những điều sau đây:
- Ủy ban quốc tế chuyên khoa (6)
- Ủy nhiệm quốc tế (8)
- Liên đoàn quốc tế (2).

## Hoạt động
IUMS tổ chức Đại hội (General Assembly) ba năm một kỳ. Đại hội gần đây nhất là tại Montreal, Canada ngày 27/07/2014. Đại hội dự kiến sắp tới là Singapore 2017. Đại hội đầu tiên tổ chức tại Paris, Pháp năm 1930.
Chủ tịch IUMS đầu tiên là Jules Bordet, Giám đốc Pasteur Institute tại Brussels  Bỉ. Ông là người được giải Nobel Sinh lý và Y khoa năm 1919 cho các phát hiện của ông liên quan tới sự miễn dịch.
| Tt. | Đại hội   | Địa điểm       | Nhiệm kỳ  | Chủ tịch                    | Chủ tịch |
| --- | --------- | -------------- | --------- | --------------------------- | -------- |
| 25  | IUMS 2020 | Daejon         |           |                             |          |
| 24. | IUMS 2017 | Singapore      | 2017-2020 | Eliora Z. Ron               |          |
| 23. | IUMS 2014 | Montreal       | 2014-2017 | Yuan Kun Lee                |          |
| 22. | IUMS 2011 | Sapporo        | 2011-2014 | Geoffrey L. Smith           |          |
| 21. | IUMS 2008 | Istanbul       | 2008-2011 | Daniel Sordelli             |          |
| 20. | IUMS 2005 | San Francisco  | 2005-2008 | Karl-Heinz Schleifer        |          |
| 19. | IUMS 2002 | Paris          | 2002-2005 | & Julian Davies             |          |
| 18. | IUMS 1999 | Sydney         | 1999-2002 | Brian W.J. Mahy             |          |
| 17. | IUMS 1996 | Jerusalem      | 1994-1999 | P. Helena Mäkelä            |          |
| 16. | IUMS 1994 | Prague         | 1990-1994 | Rita Colwell                |          |
| 15. | IUMS 1990 | Berlin         | 1988-1990 | Shogo Sasaki                |          |
| 14. | IUMS 1986 | Manchester     | 1986-1988 | Kei Arima                   |          |
| 13. | IUMS 1982 | Boston         | 1982-1986 | Philipp Gerhardt            |          |
| 12. | IUMS 1978 | Munich         | 1978-1982 | Heinz Paul Richard Seeliger |          |
| 11. | IUMS 1974 | Tokyo          | 1974-1978 | Ashley Miles                |          |
| 10. | IUMS 1970 | Mexico         | 1970-1974 | Viktor Zhdanov              |          |
| 9.  | IUMS 1966 | Moskva         | 1966-1970 | André Lwoff                 |          |
| 8.  | IUMS 1962 | Montreal       | 1962-1966 | André Lwoff                 |          |
| 7.  | IUMS 1958 | Stockholm      | 1958-1962 | André Lwoff                 |          |
| 6.  | IUMS 1953 | Rome           | 1953-1958 | Frank Macfarlane Burnet     |          |
| 5.  | IUMS 1950 | Rio de Janeiro | 1950-1951 | Olympio da Fonseca          |          |
| 4.  | IUMS 1947 | Copenhagen     | 1947-1950 | Thorvald Madsen             |          |
| 3.  | IUMS 1939 | New York       | 1939-1947 | Thomas Milton Rivers        |          |
| 2.  | IUMS 1936 | London         | 1936-1939 | John Ledingham              |          |
| 1.  | IUMS 1930 | Paris          | 1931-1936 | Jules Bordet                |          |
| B.  | 1927      | Brussels       | 1927-1930 | Jules Bordet                |          |